# Académie inter musicale de Paris
Pour les articles homonymes, voir AIMP (homonymie).
L'Académie Inter Musicale de Paris (ou AIMP) est une fédération associative d'écoles de musique françaises, agréées "Éducation populaire" par le Ministère de la Jeunesse et des Sports. Toutes sont situées à Paris. L'académie se déclare « engagée dans les valeurs de l'Education Populaire, situant sa réflexion pédagogique au sein de la branche de l'animation », et a mis en place un pôle formation à vocation nationale.

## Démarche et historique de l'école
L'AIMP était à l'origine une école exclusivement classique. Son but était d'accueillir des élèves ne correspondant pas aux critères d'acceptation des conservatoires, principalement du fait de leur âge ou de leur passé musical. Ainsi, l'association se déclare ouverte aux 
« [...] trop jeunes, trop vieux, pas disponibles au bon moment, n'ayant pas les prérequis... »
.
Elle proposait alors des cours de solfège et d'instrument, conforme dans leur programme à l'enseignement du conservatoire. Le cours de solfège était obligatoire pour suivre le cours d'instrument.
Aujourd'hui, l'école a diversifié ses activités. La musique classique y est toujours prévalente tout comme l'affirmation du souci de qualité de l'enseignement, mais on y trouve en plus des ateliers d'ensemble, de jazz, de variété, ainsi que de théâtre, de littérature ou d'arts plastiques. L'école a également mis en place une pouponnière musicale destinée à favoriser l'éveil musical des enfants en bas âge.
Cette fédération regroupe des écoles situées à Paris: XIe, XIIe, XIIIe, XIVe et XVe arrondissements.

## Enseignement

### Liste des cours
- Éveil musical
- Solfège
- Instrument
- Musique de chambre
- Orchestre et musiques d'ensemble
- Analyse musicale
- Écriture musicale classique

### Liste des ateliers
- Concert
- Musique de chambre
- Stages d'instruments
- Jazz
- Art lyrique
- Musique assistée par ordinateur

### Enseignement non musical
- représentations théâtrales